# No Way Out (album)
No Way Out – debiutancki album amerykańskiego rapera i biznesmena Seana Combsa, który w latach 90. XX wieku był znany jako Puff Daddy. Światowa premiera płyty odbyła się 22 lipca 1997 r. Wydawnictwo ukazało się nakładem wytwórni Bad Boy Records. Producentami albumu byli Sean Combs, The Notorious B.I.G. oraz D-Dot. Pierwotnie tytuł płyty miał brzmieć Hell Up in Harlem, ale po tragicznych okolicznościach śmierci The Notoriousa B.I.G., Combs postanowił dograć więcej utworów, których treść skupiała się wokół zmarłego przyjaciela.
Album uzyskał pięć nominacji na 40. ceremonii wręczenia nagród Grammy oraz zdobył Nagrodę Grammy w kategorii Best Rap Album w 1998 roku.

## Sprzedaż
Album No Way Out zadebiutował na szczycie amerykańskiej listy przebojów Billboard 200 ze sprzedażą 561 000 egzemplarzy w pierwszym tygodniu. Pomoc w osiągnięciu takiego wyniku zapewniły wydane single, w tym największy hit rapera „I’ll Be Missing You” nagrany na cześć zamordowanego 9 marca 1997 r. Notoriousa B.I.G. Utwór zdobył dużą popularność oraz doczekał się kilku wersji. Ostatecznie usytuował się na 1. pozycji list przebojów singlowych m.in. w Stanach Zjednoczonych, Wielkiej Brytanii, Australii, Kanadzie, Niemczech, Włoszech, Holandii oraz Nowej Zelandii.
Płyta ostatecznie została zatwierdzona jako 7x Platyna przez RIAA za sprzedaż ponad 7 000 000 sztuk w Stanach Zjednoczonych

## Lista utworów
| Nr  | Tytuł utworu                                                                             | Producent                                                             | Długość |
| --- | ---------------------------------------------------------------------------------------- | --------------------------------------------------------------------- | ------- |
| 1.  | „No Way Out (Intro)”                                                                     | Steven „Stevie J” Jordan                                              | 1:22    |
| 2.  | „Victory” (gości. The Notorious B.I.G. & Busta Rhymes)                                   | Sean „Puffy” Combs, Steven „Stevie J” Jordan                          | 4:56    |
| 3.  | „Been Around the World” (gości. The Notorious B.I.G. & Mase)                             | Sean „Puffy” Combs, Deric „D-Dot” Angelettie & Ron „Amen-Ra” Lawrence | 5:25    |
| 4.  | „What You Gonna Do?”                                                                     | Sean „Puffy” Combs, Ron „Amen-Ra” Lawrence & Nashiem Myrick           | 4:55    |
| 5.  | „Don’t Stop What You're Doing” (gości. Lil’ Kim & Kelly Price)                           | Sean „Puffy” Combs & Ron „Amen-Ra” Lawrence                           | 3:58    |
| 6.  | „If I Should Die Tonight (Interlude)” (gości. Carl Thomas)                               | Sean „Puffy” Combs & Jeffery „J-Dub” Walker                           | 2:59    |
| 7.  | „Do You Know?” (gości. Kelly Price)                                                      | Sean „Puffy” Combs & Deric „D-Dot” Angelettie                         | 6:06    |
| 8.  | „Young G's” (gości. Jay-Z, The Notorious B.I.G. & Kelly Price)                           | Rashad Smith                                                          | 5:25    |
| 9.  | „I Love You Baby” (gości. Black Rob)                                                     | Sean „Puffy” Combs & Ron „Amen-Ra” Lawrence                           | 4:03    |
| 10. | „It's All About the Benjamins (Remix)” (gości. The Lox, Lil’ Kim & The Notorious B.I.G.) | Sean „Puffy” Combs & Deric „D-Dot” Angelettie                         | 4:38    |
| 11. | „Pain” (gości. Carl Thomas)                                                              | Sean „Puffy” Combs & Nashiem Myrick                                   | 5:08    |
| 12. | „Is This the End?” (gości. Carl Thomas, Ginuwine & Twista)                               | Sean „Puffy” Combs & Steven „Stevie J” Jordan                         | 4:34    |
| 13. | „I Got the Power” (gości. The Lox)                                                       | Sean „Puffy” Combs, Big Jaz                                           | 4:05    |
| 14. | „Friend” (gości. Foxy Brown & Simone Hines)                                              | Sean „Puffy” Combs & Steven „Stevie J” Jordan                         | 6:37    |
| 15. | „Señorita”                                                                               | Sean „Puffy” Combs & Yogi                                             | 4:07    |
| 16. | „I'll Be Missing You” (gości. Faith Evans & 112)                                         | Sean „Puffy” Combs & Steven „Stevie J” Jordan                         | 5:43    |
| 17. | „Can't Nobody Hold Me Down” (gości. Mase)                                                | Sean „Puffy” Combs, Carlos „6 July” Broady & Nashiem Myrick           | 3:51    |
|     |                                                                                          |                                                                       | 1:17:52 |